# Rukwa-Sandrennnatter
Die Rukwa-Sandrennnatter (Psammophis rukwae) ist eine Schlangenart aus der Gattung der Sandrennnattern  innerhalb der Familie Psammophiidae, die in Afrika verbreitet ist.

## Merkmale
Die Rukwa-Sandrennnatter erreicht eine Gesamtlänge von bis zu 1,478 m. Der Körper ist dorsal dunkel- bis hellbraun, dabei selten einheitlich, sondern hat meist zumindest einen an der Wirbelsäule verlaufenden Streifen, bei dem die einzelnen Schuppen der Reihe an ihrer Basis heller ausfallen. Bei einigen Tieren sind auch in der vierten und fünften Schuppenreihe Streifen vorhanden, die bei adulten Tieren oft verblassen. Bei anderen Tieren ist sowohl der Streifen entlang der Wirbelsäule deutlich zu erkennen und schwarz umrandet, als auch deutliche Streifen in der vierten und fünften Reihe, die ebenfalls auf beiden Seiten einen schwarzen Rand aufweisen. Die untere Hälfte der äußersten dorsalen Schuppenreihe sowie die obersten Ventralia (Bauchschuppen) sind gelblich und manchmal durch ein Paar brauner bis schwarzer Linien von den medianen, gelben Ventralia abgegrenzt. Die Beschuppung weist 160 bis 184 Ventralia und 71 bis 102 Subcaudalia auf. Die Anzahl der Supralabialia (Oberlippenschilde) beträgt 8, in seltenen Fällen auch 9, und die der Infralabialia (Unterlippenschilde) typischerweise 11, selten auch 10 oder 12. Die Kopfoberseite weist einen hellen Mittelstreifen auf, der sich gabelt und an das Stirnschild grenzt. Bei adulten Tieren ist der Kopf manchmal auch von einheitlich gelbbrauner Farbe. Die Lippenschilde weisen manchmal große braune Flecken auf. Die Pupillen sind bei Sandrennnattern rund.

## Lebensweise
Die Rukwa-Sandrennnatter ist wie alle Arten der Gattung ovipar (eierlegend). Gelegegrößen von 9 bis 22 Eiern wurden beobachtet. Ihre Beute besteht aus Echsen, darunter Skinke. Im Magen eines Exemplars wurde ein juveniler Nilwaran gefunden. In Ostafrika sind Überschwemmungsgebiete und Grasland die bevorzugten Habitate der Art. Im Tschad ist sie in verschiedenen Typen von Savannen verbreitet.

## Verbreitung
Das Verbreitungsgebiet der Rukwa-Sandrennnatter erstreckt sich über den Senegal, Gambia, Mauretanien, Algerien, Burkina Faso, Ghana, Kamerun, Tschad, Sudan, Südsudan, Kenia, Äthiopien, Uganda und Tansania. In Benin und Niger kommt sie vermutlich nicht vor. Die IUCN stuft die Art aufgrund ihres großen Verbreitungsgebiets als nicht gefährdet (least concern) ein mit unbekanntem Populationstrend.

## Systematik
Die Rukwa-Sandrennnatter ist eine Art aus der Gattung der Sandrennnattern. Sie wurde 1966 von dem britischen Herpetologen Donald G. Broadley erstbeschreiben. Der Artname bezieht sich auf die Typuslokalität Kafukola im Rukwa-Tal in der Region Rukwa in Tansania. Ein Holotyp befindet sich in Bulawayo im Natural History Museum of Zimbabwe.